# Partito della Coalizione Estone
Il Partito della Coalizione Estone (in estone: Eesti Koonderakond) è stato un partito politico attivo in Estonia dal 1991 al 2001.
Il partito debutta in occasione delle elezioni parlamentari del 1992, ottenendo il 13,6% e a seguito delle quali esprime il proprio leader Tiit Vähi come Primo ministro. Alle successive elezioni parlamentari del 1995, il partito si presenta congiuntamente al Partito Popolare Rurale Estone: l'alleanza ottiene il 32,3% e Vähi è riconfermato alla guida del governo. Nel 1997, tuttavia, viene sostituito da Mart Siimann, esponente dello stesso partito.
Alle elezioni parlamentari del 1999, il partito ottiene il 7,6%; in seguito, nel 2001, decreta il proprio scioglimento.
| Controllo di autorità | VIAF (EN) 5880149544605200490004 |